# Aloe lomatophylloides
Aloe lomatophylloides é uma espécie de liliopsida do gênero Aloe, pertencente à família Asphodelaceae.